# 遠藤孝一
遠藤 孝一（えんどう こういち、1999年1月2日 - ）は、ジャパンラグビーリーグワンヤクルトレビンズ戸田に所属するラグビーユニオン選手。

## プロフィール
- 栃木県栃木市出身。[1]
- ポジションはプロップ(PR)。
- 身長182cm、体重110kg。
- 2016年度高校日本代表メンバーに選出される。[2]
- 好きな食べ物は「全て」

## 来歴
2017年、國學院栃木高等学校卒業後、明治大学に入る。
2021年、明治大学卒業後、ヤクルトレビンズ(現・ヤクルトレビンズ戸田)に加入。